# Турчек
Турчек (словац. Turček) — село, громада округу Турчянське Тепліце, Жилінський край. Кадастрова площа громади — 53.01 км².
Населення 617 осіб (станом на 31 грудня 2018 року).

## Історія
Турчек згадується 1113 року.

## Географія
Протікають Антонський потік; Флоховець і Турчек. Розташоване водосховище Турчек.

## Населення
| Рік:            | 1994. | 2004.   | 2014.   | 2024.   |
| --------------- | ----- | ------- | ------- | ------- |
| Кількість осіб: | 678   | 694     | 648     | 621     |
| Різниця:        |       | +2,35 % | -6,62 % | -4,16 % |

| Рік:            | 2023. | 2024.   |
| --------------- | ----- | ------- |
| Кількість осіб: | 631   | 621     |
| Різниця:        |       | -1,58 % |